# Caveirac
Caveirac là một xã trong tỉnh Gard thuộc vùng Occitanie, phía nam nước Pháp. Xã Caveirac nằm ở khu vực có độ cao trung bình 93 mét trên mực nước biển.